# Перший Константинопольський собор
Пе́рший Константино́польський собо́р — вселенський собор християнської церкви, скликаний у 381 році імператором Феодосієм І. Собор був представлений 150 єпископами східних церков і проходив у Константинополі.
Собор видав Послання, яке згодом розділено на сім канонів:
1. Про єресі. Собор засудив низку єресей:
  - Евноміан, що вчили, що «Святий Дух не є Богом. Він створений з волі Батька через Сина».
  - Аномеїв, що заперечували єдиносутність осіб Святої Трійці, стверджуючи, що друга й третя особа ні в чому не подібні до першої особи.
  - Аріан (повторно), які вчили, що Син Божий не породжений від Отця, а створений і тільки подібний до Отця.
  - Полуаріан або духоборців (пневматомахів) — послідовників Македонія, єпископа Константинопольського (355—359 р.), що вчив, що Дух Святий нижчий від Отця й Сина, що він створений і подібний до ангелів.
  - Савеліан — що вчили, що немає іпостасної різниці між Отцем і Сином і Святим Духом, що вони становлять одну Особу.
  - Маркеліан — послідовників єпископа Анкірського Маркела (половина IV століття), що заперечував вічну іпостась Сина й учив, що з настанням кінця миру буде й кінець царства Христова й навіть самого його буття.
  - Фотініан — послідовників Фотіна, єпископа Сремського, учня Маркелла, що вважали Ісус Христа простою людиною, в якій з особливою повнотою жило Божество, але він не вічний.
  - Аполлінаріан — послідовників Аполлінарія, єпископа Лаодикійського, що приписував Ісусові Христу людське тіло й людську душу, але не людський дух, замість якого він визнавав у ньому «Логос». Він зливав у ньому божественне й людське, проте заперечував людську волю і, таким чином, по суті, заперечував у Христі Боголюдину.
2. Про автокефальне керування помісними церквами. Собор увів заборону єпископам одних помісних церков втручатися в справи інших церков.
3. Про статус єпископа Константинопольського. Собор проголосив Константинопольського патріарха другим за честю після Римського. Цей канон був визнаний Римом лише у XIII столітті.
4. Про Максима Кинікійського. Було визнано недійсним посвячення на Константинопольського єпископа Максима. Натомість єпископом обрано Григорія Богослова.
5. Про Нікео-Константинопольський Символ віри. Було доповнено Нікейський символ віри.
6. Про скарги приватного й церковного характеру. Обмежував можливість для звинувачень єпископів у неправомірних справах.
7. Про форму церковного суду й прийняття єретиків у церковне спілкування. Собор ухвалив форму церковного суду й прийняття єретиків у церковне спілкування після каяття, одних через хрещення, інших через миропомазання, залежно від ваги омани